# Juan Manuel Solano
Juan Manuel Solano Vanegas (Santa Marta, Magdalena, 22 de julio de 1993) es un futbolista colombiano. Juega como mediocampista.

## Clubes
| Club         | País     | Año       |
| ------------ | -------- | --------- |
| Bogotá FC    | Colombia | 2010-2012 |
| Boyacá Chicó | Colombia | 2013      |
| Cortuluá     | Colombia | 2014-2015 |
| Barnechea    | Chile    | 2015-2016 |